# Ein Fall für TKKG (Zeichentrickserie)
Ein Fall für TKKG ist eine sechsundzwanzigteilige Zeichentrickserie des ZDF aus dem Jahr 2005. Veröffentlicht wurde diese aber erst im Jahre 2014. Sie basiert auf der Jugendbuchreihe TKKG. Regie führte Michael Schaack.

## Hintergrund
Die ersten elf Folgen wurden im November und Dezember 2014 auf KiKA in Erstausstrahlung gezeigt. Die Folgen 10 bis 17 strahlte KiKA im Jahr 2015 zum ersten Mal aus. Danach wurden alle 17 Folgen nochmals im ZDF (in SD und HD) gesendet. Gezeichnet wurde die Serie in Indien von den Firmen Vensat und Laughing Dots.

## Inhalt
Die Handlung der Serie basiert zum Großteil auf den gleichnamigen Jugendbüchern, sowie den Hörspielen von Europa.

## Folgen
Erste Staffel (Erstausstrahlung)
- 01 – Die Stunde der schwarzen Maske (18. November 2014)
- 02 – Klassenfahrt zur Hexenburg (19. November 2014)
- 03 – Wer hat Tims Mutter entführt (20. November 2014)
- 04 – Das Phantom im Schokoladenmuseum (21. November 2014)
- 05 – Heißes Gold im Silbersee (24. November 2014)
- 06 – Der Mörder aus dem Schauerwald (25. November 2014)
- 07 – Hundediebe kennen keine Gnade (26. November 2014)
- 08 – Spuk aus dem Jenseits (27. November 2014)
- 09 – Der blinde Hellseher (28. November 2014)
- 10 – Rätsel um die alte Villa (23. März 2015)
- 11 – Alarm! Klößchen ist verschwunden (24. März 2015)
- 12 – Das leere Grab im Moor (27. April 2015)
- 13 – In den Klauen des Tigers (28. April 2015)
- 14 – Terror aus dem Pulverfass (29. April 2015)
- 15 – Gefangen in der Schreckenskammer (30. April 2015)
- 16 – Bei Anruf – Angst  (1. Mai 2015)
- 17 – Das Phantom auf dem Feuerstuhl (4. Mai 2015)

Zweite Staffel
- 18 – Anschlag auf den Silberpfeil (16. Mai 2016)
- 19 – Heißer Draht nach Paradiso (17. Mai 2016)
- 20 – X7 antwortet nicht (18. Mai 2016)
- 21 – Im Schloss der schlafenden Vampire (19. Mai 2016)
- 22 – Im Wettbüro des Teufels (20. Mai 2016)
- 23 – Der Diamant im Bauch der Kobra (23. Mai 2016)
- 24 – Im Schattenreich des Dr. Mubase (24. Mai 2016)
- 25 – Wer raubte das Millionenpferd? (25. Mai 2016)
- 26 – Im Kaufhaus ist die Hölle los (26. Mai 2016)